# Шешићи
Шешићи је насељено место у Босни и Херцеговини у општини Травник. Административно припада Федерацији Босне и Херцеговине, односно њеном Средњобосанском кантону. Према попису становништва из 2013. у насељу је било 192 становника, а већинску популацију чинили су Бошњаци.

## Становништво
По последњем службеном попису становништва из 2013. године у овом насељу живело је 192 становника, а село је било етнички хомогено са већинском бошњачком популацијом.
| Националност | 2013. | 1991.        | 1981.        | 1971.        |
| Бошњаци      | —     | 228 (91,20%) | 196 (88,69%) | 196 (92,02%) |
| Хрвати       | —     | 16 (6,40%)   | 17 (7,69%)   | 14 (6,57%)   |
| Срби         | —     | 1 (0,40%)    | 5 (2,26%)    | 0            |
| Југословени  | —     | 5 (2,00%)    | 3 (2,62%)    | 0            |
| остали       | —     | 0            | 0            | 3 (1,41%)    |
| Укупно       | 192   | 250          | 221          | 213          |